# Lobras (kommunhuvudort)
Lobras är en kommunhuvudort i Spanien.   Den ligger i provinsen Provincia de Granada och regionen Andalusien, i den södra delen av landet, 400 km söder om huvudstaden Madrid. Lobras ligger 927 meter över havet och antalet invånare är 125.
Terrängen runt Lobras är kuperad åt sydost, men åt nordväst är den bergig. Runt Lobras är det glesbefolkat, med 9 invånare per kvadratkilometer. Närmaste större samhälle är Albuñol, 15,2 km söder om Lobras. Omgivningarna runt Lobras är i huvudsak ett öppet busklandskap.